# Кандиба Наталія Григорівна
Наталія Григорівна Кандиба (29 серпня (11 вересня) 1914 х. Весело-Сім'янівка, нині у складі смт Дубов'язівка Конотоп. р-ну Сум. обл. — 16 лютого 1983  Київ) — українська акторка з козацького старшинського роду Кандиб. Мати кінознавиці Оксани Мусієнко, бабуся мистецтвознавиці Наталії Мусієнко.

## Біографія
Народилася 11 вересня 1914 р.(за новим стилем, згідно з джерелом з енциклопедії) на хуторі Весело-Сім'янівка у дворянській родині, яка володіла маєтностями в Курилівці, Дубов'язівці, Полтавці. У 1930-ті роки цей хутір злився з с. Дубов'язівка Конотопського району Сумської обл.
Закінчила робфак і Київський театральний інститут. Славне козацько-дворянське походження стало лише на заваді юній Наталці під час навчання в Київському театральному інституті в 1930-х роках. Її намагалися виключити як «класово-ворожий елемент», хоча батько вже давно загинув у вирі тяжких воєнно-революційних років. Врятувало те, що вітчим, Грищенко Семен Михайлович, працював робітником заводу Арсенал.
Після закінчення Інституту збуваються найсміливіші бажання — Наталія Кандиба стає акторкою Київського театру ім. Івана Франка. В роки війни молода акторка, як і мільйони співвітчизників, залишилася на німецькій території. Проте в Києві дружині офіцера-фронтовика залишатися було небезпечно. Родина перебирається до Білої Церкви, де акторка починає працювати в пересувному театрі. Мистецтвознавець В. Гайдабура в своїх книжках «Театр, захований в архівах» та «Театр між Гітлером і Сталіним», де згадує ім'я Наталії Кандиби, довів, що митці, які волею долі грали в театрах України у воєнну добу, стверджували духовні цінності національної культури та підтримували віру і надію в серцях людей. Згодом вони ставали об'єктами несправедливих звинувачень — адже вже саме перебування на окупованій території розцінювалося радянським режимом як зрада. Такого осуду зазнали режисер І. Кавалеридзе, співак Б. Гмиря та інші.
Ще йшла війна, а Наталія Кандиба в складі радянської концертної бригади виступала фронтовими шляхами Польщі, Угорщини, Австрії, іноді і під обстрілами, і під бомбардуваннями.
Після війни акторка їде до чоловіка Станіслава Вишинського, який служив в радянській військовій частині у німецькому місті Веймарі, а після повернення до Києва працював у кінематографі. Тут Наталія Кандиба вступає до театру при будинку офіцерів і грає провідні ролі як у класичному репертуарі («Пізня любов» Островського), так і у п'єсах сучасників («За тих, хто в морі» Лавреньова). Невдовзі на театр чекає сумна доля. Майже вся трупа театру складалася з акторів, які були евакуйовані німцями для виступів перед українцями — працівниками німецьких підприємств. Цих акторів на чолі з головним режисером М. Корниловим було заарештовано за звинуваченням у співпраці з Німеччиною.
З 1954 року Кандиба працює в Київському театрі ім. Івана Франка, де її талант не розкривався в повній мірі, ролі були дещо схематичними. Істинне покликання вона знайшла у художньому читанні українській поезії. З 1960 року Наталія Кандиба стає акторкою Київської державної філармонії.
Українська поетеса і драматургиня Любов Забашта писала про неї, що вона «…віддала себе на вівтар мистецтва безповоротно, до останнього дихання». Основою репертуару акторки стає українська поезія, як класична, так і сучасна. Серед улюблених авторів-сучасників: Максим Рильський, Андрій Малишко, Платон Воронько, Леонід Вишеславський. Молоді поети охоче довіряли акторці виконання своїх творів, бо знали, що її високий професіоналізм стане запорукою успіху.

## Подяки
«Дорогій Наталці Кандибі, артистці з пристрасною душею, що віддала себе на вівтар мистецтва безповоротно, до останнього дихання», Любов Забашта (1967)
Деякі з них: «Шановній Наталії Григорівні Кандибі — чудесному пропагандистові поетичного слова.- Від широго серця. Іван Гончаренко» (1960)
«Чудовій артистці Кандибі на велике щастя, сердечно» — Платон Воронько (1964)
"Наталі Кандибі, чудовій артистці та людині, Лідія Компанієць" (1967)
«Любій і милій Наталії Григорівні — справжньому майстру художнього слова і справному світлому моєму другові! Сердечно, Платон Воронько» (1976)
«Наталії Григорівні Кандибі з глибокою повагою та вдячністю — на щастя, Борис Олійник» (1976)

У 1966 році поет Леонід Вишеславський присвятив Наталії Кандибі рядки:
|  | Голос і очі артистки Наталі я зберігаю у серці своєму, як дубов’язівські сонячні далі, як золотого кохання поему. |

## Театральні роботи
- Ніна — «Угрюм-река»;
- Ліда — «Платон Кречет»;
- Надя — «Калиновий гай».

## Фільмографія
Знімалась у фільмах:
- 1955 — «Пригоди з піджаком Тарапуньки», (короткометражний)
- 1959 — «Олекса Довбуш» (в епізоді)
- 1960 — «Фортеця на колесах», (в епізоді)
- 1963 — «Повернення Вероніки» (в епізоді)
- 1970 — «Шлях до серця»,
- 1964 — «Тіні забутих предків»: Озвучення нею матері Іванка здобуло високу оцінку у статті І. Дзюби.